# Venezuela op de Olympische Winterspelen 2002
Tijdens de Olympische Winterspelen van 2002 die in Salt Lake City werden gehouden nam Venezuela deel met 4 rodelaars. Er werden geen medailles verdiend.

## Deelnemers en resultaten
(m) = mannen, (v) = vrouwen 

### Rodelen
| Olympiër            | Discipline | Resultaat | Prestatie                                              |
| ------------------- | ---------- | --------- | ------------------------------------------------------ |
| Chris Hoeger        | mannen     | 31e       | 3.04,313 (+6,372) (46,167 / 46,097 / 45,818 / 46,231)  |
| Julio César Camacho | mannen     | 39e       | 3.08,075 (+10,134) (47,193 / 46,676 / 47,627 / 46,579) |
| Werner Hoeger       | mannen     | 40e       | 3.08,278 (+10,337) (47,234 / 47,071 / 46,934 / 47,039) |
| Iginia Boccalandro  | vrouwen    | dnf-1     | opgave run 1                                           |

Amerikaanse Maagdeneilanden · Andorra · Argentinië · Armenië · Australië · Azerbeidzjan · België · Bermuda · Bosnië en Herzegovina · Brazilië · Bulgarije · Canada · Chili · China · Chinees Taipei · Costa Rica · Cyprus · Denemarken · Duitsland · Estland · Fiji · Finland · Frankrijk · Georgië · Griekenland · Groot-Brittannië · Hongarije · Hongkong · Ierland · IJsland · India · Iran · Israël · Italië · Jamaica · Japan · Joegoslavië · Kameroen · Kazachstan · Kenia · Kirgizië · Kroatië · Letland · Libanon · Liechtenstein · Litouwen · Macedonië · Mexico · Moldavië · Monaco · Mongolië · Nederland · Nepal · Nieuw-Zeeland · Noorwegen · Oekraïne · Oezbekistan · Oostenrijk · Polen · Roemenië · Rusland · San Marino · Slovenië · Slowakije · Spanje · Tadzjikistan · Thailand · Trinidad en Tobago · Tsjechië · Turkije · Venezuela · Verenigde Staten · Wit-Rusland · Zuid-Afrika · Zuid-Korea · Zweden · Zwitserland

Uitgesloten van deelname: Puerto Rico